# 448 Natalie
448 Natalie là một tiểu hành tinh ở vành đai chính. Nó được Max Wolf và A. Schwassmann phát hiện ngày 27.10.1899 ở Heidelberg. Không biết rõ nguồn gốc tên của nó..